# Початок сезону
Початок сезону (англ. Opening Day) — третій сегмент 10-го епізоду 1-го сезону телевізійного серіалу «Зона сутінків».

## Сюжет
Досвідчений мисливець Карл Вілкерсон та його дружина Саллі влаштовують у себе вдома вечірку, на якій збирається чимало гостей. Під час гулянь до подружжя Вілкерсонів навідується Джо Фаррел — інструктор з гольфу та приятель Карла, який разом з тим є також коханцем його дружини. Під час невимушеної розмови тет-а-тет на кухні Саллі вмовляє Джо вбити її чоловіка — перед цим він спочатку має запросити його на відкриття сезону полювання на качок. Джо деякий час вагається, однак, мотивований перспективами заволодіти майном свого приятеля Карла (який є матеріально забезпеченим), а також його дружиною, до якої він відверто небайдужий, все ж погоджується втілити цей кривавий план в життя. Наприкінці вечірки Джо та Карл остаточно домовляються про спільний похід на відкриття сезону полювання.
На світанку Джо та Карл розставляють приманки та готуються розпочати полювання, однак у певний зручний момент Джо вбиває свого приятеля, вдаривши його та зіштовхнувши у ставок, в результаті чого той гине, захлинувшись у воді. На місце пригоди прибувають поліціянти, яким Джо розповідає про умисне вбивство Карла як про нещасний випадок. Співробітники поліції, повіривши вбивці, відпускають його, після чого той прямує до помешкання Карла. Однак, прийшовши до будинку, де мешкав його покійний приятель, Джо помічає, що віднині він не тільки володіє всім його майном — він сам став тим самим Карлом, якого він вбив декілька годин назад в ході полювання на качок. Крім цього, змінюється й стара сімейна фотографія, що знаходиться на столі, та на якій зображені Карл і вагітна Саллі: тепер на ній замість Карла зображений Джо. В цей же день Саллі знову організовує велелюдну домашню вечірку — подібну до тієї, що була незадовго до трагедії на полюванні. В ході цієї вечірки до їхнього помешкання приходить Карл, який помінявся з Джо ролями та виступає тепер як коханець Саллі. Джо та Карл зустрічаються та домовляються поїхати наступного дня полювати на качок.
Чоловіки приїжджають на те саме озеро, що й минулого разу. Під час полювання тепер вже Джо падає з човна та починає тонути. Карл чесно намагається врятувати приятеля, подавши йому рушницю, однак випадково стріляє в Джо, після чого той гине. Повернувшись до свого помешкання, він розповідає Саллі про те, що трапилося, на це жінка відповідає, що добре, що це був не він. Тимчасом сімейне фото повторно змінюється: тепер на ньому замість Джо знову зображений Карл.

## Оповіді

### Початкова оповідь
«Ідеальний злочин — це злочин, про скоєння якого ніхто не підозрює. Кожного дня ми подумки скоюємо десятки ідеальних злочинів та залишаємося непокараними, тому що цей злочин так і не трансформується в реальність. Такі справи в житті, але вбивство, як і погана страва, готується не один раз, особливо якщо кривавий удар наноситься в зоні сутінків».

## Цікаві факти
- Епізод не має оповіді наприкінці.
- Епізод, крім цієї, має також іншу назву — «Застрелена качка» (англ. Duck Shoot).
- Режисер епізоду Джон Майліус виступив як частина масовки, зігравши роль одного з відвідувачів вечірки.

## Ролі виконують
- Мартін Коув — Джо Фаррел
- Джефрі Джонс — Карл Вілкерсон
- Елен Оберон — Саллі
- Моллі Морган — Керрі
- Шон Донаг'ю — Джо-молодший
- Андреа Холл — Беверлі
- Майкл Ніссман — Нед
- Шелбі Біллінгтон — дівчина на вечірці
- Френк МакРей — шериф
- Гері Голліс — гість на вечірці
- Джон Майліус — відвідувач вечірки

## Реліз
Прем'єрні покази епізоду відбулися у Великій Британії (29 листопада 1985) та на Туринському кінофестивалі в Італії (листопад 2002).